# Романовський Володимир Гнатович
Володимир Гнатович Романовський (1 вересня 1896, Віленська губернія, тепер Білорусь — розстріляний 29 липня 1938, місто Москва, Російська Федерація) — радянський діяч, енергетик, керуючий Всесоюзного електротехнічного об'єднання заводів слабкого струму ВРНГ СРСР, 1-й заступник народного комісара зв'язку СРСР, член ВЦВК. Член Комісії радянського контролю при РНК СРСР у 1934—1938 роках.

## Біографія
Народився в родині залізничного службовця. У 1913 році закінчив залізничне технічне на станції Бологоє.
З травня 1913 по квітень 1914 року — технік-практикант депо станції Санкт-Петербург-пасажирський Московський Миколаївської залізниці.
У травні 1914 — вересні 1915 року — технік Поштово-телеграфного відомства в Санкт-Петербурзі (Петрограді).
У жовтні 1915 — листопаді 1917 року — рядовий, прапорщик інженерних військ електротехнічного батальйону 180-го запасного піхотного полку 2-го гвардійського корпусу російської армії в Петрограді і на Північному фронті. У 1916 році закінчив військово-інженерне училище (школу прапорщиків) у Петрограді.
Член РСДРП(б) з квітня 1917 року.
У листопаді 1917 — березні 1918 року — помічник політичного комісара Головної контори зв'язку штабу Північного фронту.
У березні — серпні 1918 року — товариш (заступник) голови Спілки працівників народного зв'язку (поштово-телеграфних службовців) у Петрограді.
У серпні — грудні 1918 року — технік телеграфної станції 16-ї армії РСЧА, технік телеграфної станції та помічник політичного комісара 8-ї армії РСЧА. У січні 1919 — грудні 1920 року — начальник дискиакаторського відділу 13-ї армії, інспектор зв'язку Південного фронту, військовий комісар і начальник зв'язку 13-ї армії РСЧА на Південному фронті. У січні 1921 — січні 1922 року — військовий комісар і начальник зв'язку Туркестанського фронту.
У лютому 1922 — травні 1923 року — помічник начальника зв'язку РСЧА.
У травні 1923 — вересні 1925 року — помічник начальника Військово-технічного управління РСЧА і начальник військових електротехнічних заводів у Москві. Одночасно, в 1923—1925 роках — член правління Всесоюзного тресту заводів слабострумної промисловості в Петрограді (Ленінграді).
У вересні 1925 — грудні 1930 року — заступник голови Всесоюзного тресту заводів електрослабострумної промисловості «Електрозв'язок» у Ленінграді.
У 1926 році закінчив Курси удосконалення вищого командного складу при Військовій академії РСЧА.
У 1928 році півроку перебував у службових відрядженнях у Німеччині, Франції та США.
У січні 1931 — серпні 1932 року — заступник голови Всесоюзного електротехнічного об'єднання ВРНГ СРСР.
Закінчив перший курс вечірнього відділення Московського електротехнічного інституту народного зв'язку імені Подбельського.
У серпні 1932 — травні 1933 року — керуючий Всесоюзного електротехнічного об'єднання заводів слабкого струму (електрослабострумної промисловості) ВРНГ СРСР у Ленінграді.
У травні 1933 — березні 1934 року — заступник голови Всесоюзного комітету з радіофікації і радіомовлення при РНК СРСР.
У березні 1934 — грудні 1935 року — керівник групи зв'язку Комісії радянського контролю при РНК СРСР. У грудні 1935 — липні 1936 року — 1-й заступник керівника групи транспорту і зв'язку Комісії радянського контролю при РНК СРСР. З липня 1936 року — член, з вересня по грудень 1936 року — 1-й заступник, з грудня 1936 по квітень 1937 року — в.о. керівника групи військового контролю Комісії радянського контролю при РНК СРСР.
У 1937 році закінчив заочно Московський енергетичний інститут імені Молотова.
У квітні 1937 — січні 1938 року — 1-й заступник народного комісара зв'язку СРСР.
8 січня 1938 року заарештований органами НКВС. Засуджений Воєнною колегією Верховного суду СРСР 29 липня 1938 року до страти, розстріляний того ж дня. Похований на полігоні «Комунарка» біля Москви.
30 травня 1956 року посмертно реабілітований.

## Нагороди
- орден Леніна (17.11.1934)